# Joris Iven

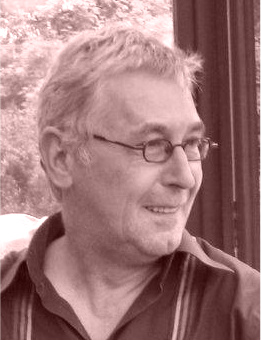
Joris Iven

Joris Iven (Diepenbeek, 25 januari 1954) is een Vlaamse dichter, toneelschrijver en vertaler.

## Biografie
Joris Iven werd geboren in Diepenbeek, Belgisch Limburg. Hij studeerde Toegepaste Economische Wetenschappen en sociologie. Daarnaast volgde hij cursussen Spaans en scenarioschrijven. Van 1978 tot 1991 werkte hij als poëzierecensent voor Het Belang van Limburg, waarna hij redacteur was van de literaire tijdschriften Letters (1992-1995) en Deus ex Machina (1998-2004).
Zijn poëzievertalingen, kritische beschouwingen en poëzie verschenen in tijdschriften als De Gids, De Revisor, Bzzlletin, Kreatief, Dietsche Warande & Belfort, Nieuw Vlaams Tijdschrift, Kruispunt, Letters, Nieuw Wereldtijdschrift, Poëziekrant, De Vlaamse Gids, Deus ex Machina, Revolver, Vlaanderen en Kultuurleven.
Zijn poëziedebuut Galerie De Taxus werd in 1988 bekroond met de Mathias Kempprijs.
Het toneelstuk De plicht van Pakowski werd in 1991 opgenomen in het repertoire van Almo (Antwerpen) en in 1992 van NCA (Amersfoort). Het stuk werd in januari 1994 opgevoerd door Campus Toneel in Leuven.
De theatermonoloog De klacht van Lawino werd in 2007 opgenomen in het repertoire van Almo (Antwerpen) en gedeclareerd bij SABAM; eveneens in 2007 een bewerking van de theatermonoloog van Anton Tsjechov, Over de schadelijkheid van tabak en in 2008 de theatermonoloog De repliek van Ocol.
Het gedicht "In de archieven: testamenten & brieven", uit Alles bij elkaar, werd in september 2005 bekroond met de Pieter Geert Buckinxprijs.

## Dichtbundels en vertalingen
- Galerie De Taxus (Uitgeverij Manteau, Antwerpen 1987).
- Egyptisch zwart (De Leuvense Schrijversactie, Leuven 1993).
- Splijt ons (De Leuvense Schrijversactie, Leuven 1994). Deze bundel van zeven dichters bevat zeven gedichten uit de cyclus Koudvuur.
- Perkament/Testament (Uitgeverij P, Leuven 2001). Dichtbundel met foto's van Willy Vanheers.
- De mooiste van Nâzim Hikmet (Uitgeverij Lannoo/Atlas, Tielt/Amsterdam 2003). Met Perihan Eydemir als medevertaler.
- Alles bij elkaar (Uitgeverij P, Leuven 2005).
- Naaktzwemmen in de geschiedenis (Uitgeverij P, Leuven 2006). Vertaalde gedichten van Sujata Bhatt, met Jacqueline Caenberghs als medevertaler.
- Hotel Slapeloosheid (Uitgeverij P, Leuven 2008). Vertaalde gedichten van Charles Simic.
- Parchment/Testament (Demer Uitgeverij, Diepenbeek 2008). Vertaling van Perkament/Testament naar het Engels door John Irons.
- My love is like a red, red rose (Demer Uitgeverij, Diepenbeek 2008). Tweetalige bundel, Engelse vertaling door John Irons.
- Saturnus boven de Schelde (Demer Uitgeverij, Diepenbeek 2008). Verzamelbundel bevat ook werk van Joris Iven.
- De Voorvaderen en de Heilige Berg: Zulu gedichten/The Ancestors and the Sacred Mountain: Zulu Poems (Demer Uitgeverij, Diepenbeek 2009). Vertaalde gedichten van de Zuid-Afrikaanse Zulu dichter Mazisi Kunene.
- Black Sun (Demer Uitgeverij, Diepenbeek 2009). Verzamelbundel bevat ook werk van Joris Iven.
- Open doek, sluiers (Demer Uitgeverij, Diepenbeek 2009). Gezamenlijke bundel met Hannie Rouweler.
- Sluiter/sluier (Demer Uitgeverij, Diepenbeek 2009). Met foto's van Willy Vanheers.
- Ninglinspo (Uitgeverij P, Leuven 2009).
- Klaprozen en kamermuziek (Demer Uitgeverij, Diepenbeek 2010). Verzamelbundel bevat ook werk van Joris Iven.
- Poppies and Chamber Music (Demer Uitgeverij, Diepenbeek 2010). Engelse vertaling door John Irons.
- Mooie roze zijden liefde/Beautiful red silk love (Demer Uitgeverij, Diepenbeek 2010). Vertaald werk van de Ierse dichter Pearse Hutchinson. Met Peter Flynn als medevertaler.
- Minneliederen, Hendrik van Veldeke (Demer Uitgeverij, Diepenbeek 2010).

- Bibliothèque nationale de France: cb12088645n (data)
- Digitale Bibliotheek voor de Nederlandse Letteren: iven001
- Gemeinsame Normdatei: 17363415X
- International Standard Name Identifier: 0000 0000 2652 759X
- Library of Congress Control Number: n88092467
- Nederlandse Thesaurus van Auteursnamen: 073065498
- Système universitaire de documentation: 081410743
- Virtual International Authority File: 27092240
- WorldCat: E39PBJdcCFJDyH4qVM93B3frMP